# 足コキ
足コキ（あしコキ、英: footjob）は、性的挿入を伴わない性行為の一種。足を使って相手の体を摩擦することにより、性的興奮や刺激・オーガズムを生じさせる。一種の足フェティシズムとすることもある。英語の「footjob」では、足やつま先で相手の乳房や女性の外陰部を愛撫する行為を指すこともある。

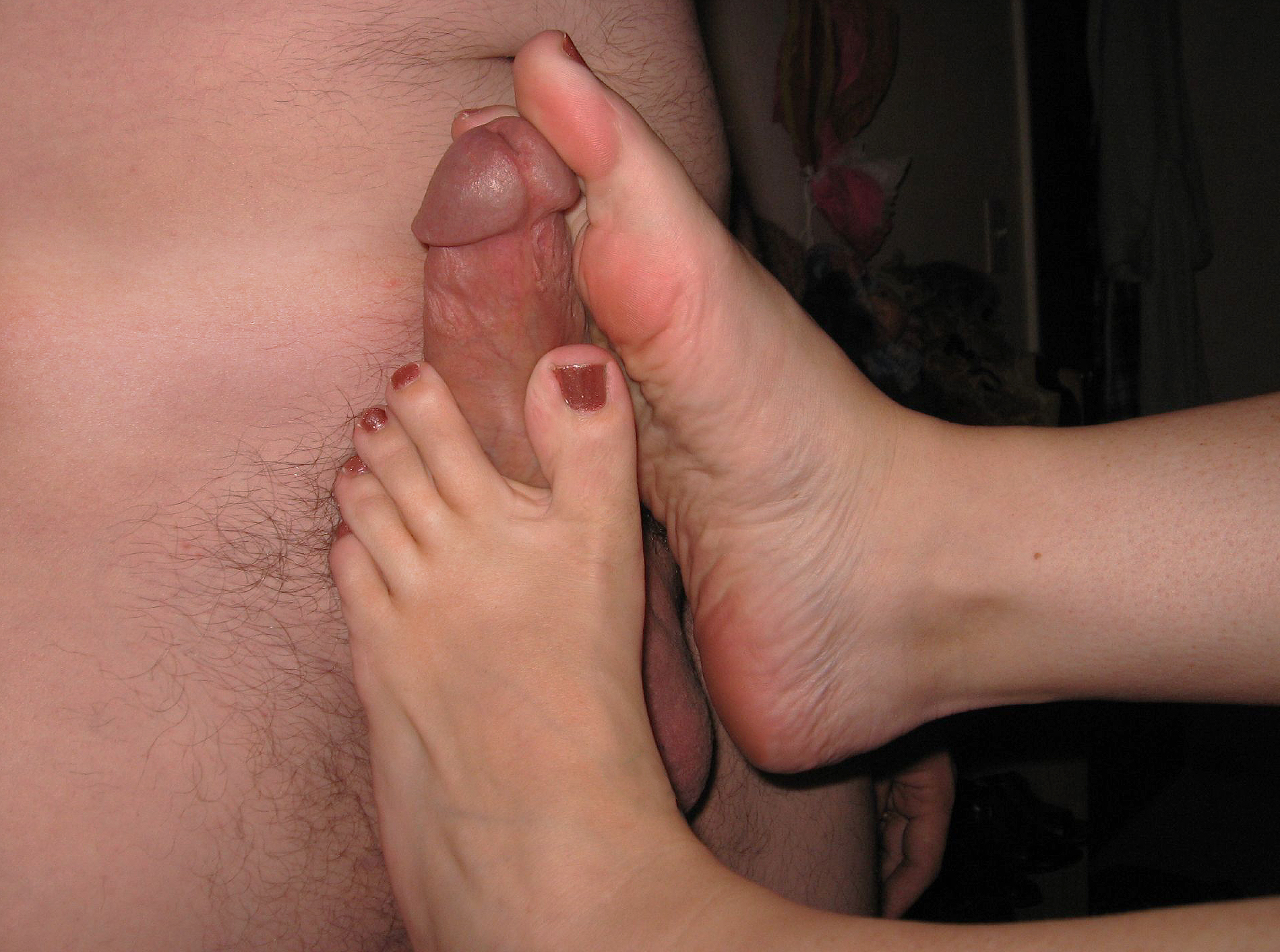
足コキ

## 大衆文化
1975年にフランスで製作された映画『邪淫の館・獣人』では、狼男のような生き物がシルパ・レーン演じるロミルダ侯爵夫人を追いかけ回すが、逃げるロミルダが木の枝からぶら下がっている最中に足コキなどをされ、性的満足感を得るシーンがある。

## 作品での使用例
日本における成人向け作品ではアダルトビデオをはじめ、さまざまなメディアでタイトルに用いている例が散見されるほか、一般向け作品でもライトノベル『下ネタという概念が存在しない退屈な世界』などで本文内に用いている例が見られる。